# 19400 Emileclaus
19400 Emileclaus (tên chỉ định: 1998 EC11) là một tiểu hành tinh vành đai chính. Nó được phát hiện bởi Eric Walter Elst ở Đài thiên văn La Silla ở Chile ngày 1 tháng 3 năm 1998. Nó được đặt theo tên Emile Claus, một họa sĩ người Belgia thế kỷ 19 đầu thế kỷ 20.